# 張祺
張 祺（ちょう き、簡体字中国語: 张祺、1910年 - 1993年）は、中華人民共和国の政治家。浙江省浦江県出身。
華東軍政委員会委員、中共上海市委常委、上海市総工会主席を歴任。1954年、第1回全国人民代表大会の代表に選出。